# アレクサンドル・テルスキフ
アレクサンドル・アレクサンドロヴィチ・テルスキフ（ロシア語: Александр Александрович Терских、英語: Aleksandr Aleksandrovich Terskikh、1979年 - ）は、ロシア連邦の外交官。2021年3月より、在大阪総領事を務めている。母国語のロシア語に加えて、日本語と英語に堪能。モスクワ国立言語大学（МГЛУ）出身。

## 経歴
2001年、モスクワ国立言語大学（МГЛУ）を卒業。同年より、ロシア連邦外務省で外交官として奉職。
駐日大使館二等書記官などの在外勤務や、モスクワの本省勤務を経て、2020年9月に一等参事官を拝命した。
2021年3月より在大阪総領事。2021年8月6日、広島で開催された平和記念式典にロシア代表として参列した。